# ミクロコスモス (将棋)
ミクロコスモスは詰将棋の題名。1525手詰であり、2025年現在、最長手数の詰将棋である。
1986年に発表され、同年の看寿賞長編部門を受賞した。

## 概要
この作品は、橋本孝治が『詰将棋パラダイス』1986年6月号で発表した。同誌の同年10月号では、詰将棋作家で橋本の先輩でもある桔梗が、添川公司と共同で検討した結果が解説されている。出題当時は1519手詰で、1995年に発行された書籍『詰将棋探検隊』上にて作者自身による改良図が発表され、手数が6手延び、1525手詰となっている。
2007年6月現在、1000手を超える詰将棋は、本作と、『詰将棋パラダイス』2006年8月号に発表された添川公司による1205手詰の「新桃花源」の2作のみである。後に「ミクロコスモス」作者である橋本が「新桃花源」の詳細な解説を掲載している。
橋本はミクロコスモスの発表の半年前に、「イオニゼーション」という789手詰の作品を『近代将棋』1985年12月号にて発表している。「ミクロコスモス」に使用されている「知恵の輪」+「駒位置変換」の機構はこの作品で最初に使用された。「ミクロコスモス」が発表されたとき、解答者の講評として「イオニゼーションは前奏曲に過ぎなかった」というコメントが残っている。なお、同じ号で添川公司による767手詰の「桃花源」も発表されている。
橋本によれば、「ミクロコスモス」という題名はバルトークの作品に由来する（ミクロコスモス (バルトーク)も参照）。

## 長手数の要因
| 9  | 8  | 7  | 6  | 5  | 4  | 3  | 2  | 1  |    |
|    |    |    |    | と | と | と |    | と | 一 |
|    |    |    |    |    |    |    | 玉 |    | 二 |
|    |    |    |    | 歩 | 歩 | 歩 | 歩 | 歩 | 三 |
|    |    |    |    |    |    |    |    |    | 四 |
|    |    |    |    |    |    |    |    |    | 五 |
|    |    |    | 馬 |    |    |    |    |    | 六 |
|    |    | 馬 | 馬 |    |    |    |    |    | 七 |
|    | 馬 | 馬 |    |    |    |    |    |    | 八 |
| 馬 | 馬 |    |    |    |    |    |    |    | 九 |

ミクロコスモスが1000手を超えた要因として、多くの長手数のための趣向を組み合わせたことが挙げられる。具体的には以下のようなものが使用されている。
駒位置変換
盤上の駒を取り、玉方に取らせて別の場所に合駒として打たせる。この一連の手順により、盤上の駒が通常なら動けない位置に移動する。
持駒変換
空き王手などを利用し合駒などを取ることによって、持ち駒を変える手順。この作品では、歩または香車を桂馬に変換している。
知恵の輪
千日手を含む手順を利用して、局面を少しずつ変えていく手順。
右の図の上部において、▲2一と左△3二玉▲3一と左△4二玉▲4一と右△3二玉▲3一と右△2二玉 のような手順を行うことで玉を自由に誘導することができる。
ミクロコスモスではこの手順を利用して駒位置変換や馬鋸に適した位置に玉を誘導している。
馬鋸
馬（竜馬）をジグザグに動かしていく手順。この作品において、上の3つの趣向はすべてこの馬鋸のために行われている。変化手順での打ち歩詰めを回避するため、特定の条件がそろわないと馬が移動できない。
ミクロコスモスで馬は右の図の下部のような軌道をたどる。1マス動くために何度も駒位置変換を繰り返しており、▲9九→▲8八→▲7七→▲6六 と移動するのにそれぞれ300手以上かかっている。
右の図では省略したが、持駒変換は盤の左上で行われている。盤面を分割し、それぞれの趣向を使用する場所を独立に配置したことが成功の要因であるとも考えられている。

## ミクロコスモスと脊尾詰
脊尾詰（せおつめ）は脊尾昌宏が開発した、最初シェアウェアとして公開され、2017年3月現在はフリーウェアとして公開されているコンピュータ詰将棋解答ソフトである。1997年、脊尾詰でミクロコスモスを解き、同作が余詰が存在しない完全作であるという結論が導かれた。
後に新バージョンの「脊尾弐」「脊尾参」「脊尾四」が公開されたが、脊尾詰はその後いずれのバージョンも入手不可となっていた。だが2017年3月に、usi通信プロトコルを用いる将棋用グラフィカルユーザインタフェースに対応した「脊尾詰」が、脊尾が所属するパナソニック将棋部のウェブサイトで無料ダウンロード版として再公開された。

## ミクロコスモスとコンピュータ将棋
アルゴリズムが異なることにより、1997年の「脊尾詰」で解けたのが新しい思考エンジンでは解けなくなるという不思議な現象が起こる。「ミクロコスモス」は「脊尾詰」で解けたが、「脊尾弐」では解けなかったとされている。
柿木将棋では、VIで解けたのがVIIでは解けなくなった。後のIXでは再び解けるようになった。
やねうら王詰将棋ルーチンは理論上ではあらゆる詰将棋を解けるものの、3.5TBのメモリが必要になるという。